# Định luật cho thuê
Định luật cho thuê được David Ricardo xây dựng vào khoảng năm 1809 và được trình bày dưới dạng phát triển nhất trong tác phẩm lớn của ông, Những nguyên lý của kinh tế chính trị và thuế khóa. Đây là nguồn gốc của thuật ngữ cho thuê theo Ricardo. Việc xây dựng định luật của Ricardo là sự thể hiện rõ ràng đầu tiên về nguồn và mức độ cho thuê và là một trong những nguyên tắc kinh tế quan trọng nhất và được thiết lập vững chắc.
John Stuart Mill gọi nó là "pons asinorum" của kinh tế học.

## Mô tả
Định luật cho thuê quy định rằng tiền thuê một khu đất bằng với lợi thế kinh tế có được bằng cách sử dụng địa điểm đó trong sử dụng năng suất cao nhất, so với lợi thế có được bằng cách sử dụng đất cận biên (nghĩa là không có tiền thuê tốt nhất) cho cùng mục đích với cùng một đầu vào của lao động và vốn.
Ricardo đã xây dựng định luật này dựa trên các nguyên tắc do Adam Smith đưa ra trong Sự giàu có của các quốc gia.
"Tiền thuê đất được coi là giá phải trả cho việc sử dụng đất, tự nhiên là một mức giá độc quyền. Nó hoàn toàn không tương xứng với những gì chủ nhà có thể đưa ra khi cải tạo đất hoặc với những gì anh ta có thể đủ khả năng để nhận, nhưng với những gì người nông dân có thể đủ khả năng cung cấp. " - Adam Smith, Một cuộc điều tra về bản chất và nguyên nhân của sự giàu có của các quốc gia, quyển I, Chương XI "Tiền thuê đất"
Cho thuê của Ricardo không nên nhầm lẫn với cho thuê theo hợp đồng, đó là "người thuê thanh toán thực tế sử dụng tài sản của người khác". (Barlow 1986). Thay vào đó, định luật cho thuê đề cập đến lợi nhuận kinh tế mà đất nên tích lũy cho việc sử dụng nó trong sản xuất.
Là một nhà kinh tế chính trị, Ricardo không chỉ đơn giản đề cập đến đất đai về mặt đất. Ông chủ yếu quan tâm đến cho thuê kinh tế và giá trị địa điểm liên quan đến chiếm dụng tư nhân của bất kỳ yếu tố sản xuất tự nhiên nào. Định luật cho thuê áp dụng tốt như nhau đối với đất đô thị và đất nông thôn vì đó là một nguyên tắc cơ bản của kinh tế.
Ricardo nhận thấy rằng khả năng thương lượng của người lao động không bao giờ có thể giảm xuống dưới mức sản phẩm có thể đạt được trên mảnh đất không mất tiền thuê tốt nhất bởi vì bất cứ khi nào tiền thuê khiến họ có ít hơn số tiền họ có thể có trên mảnh đất không mất tiền thuê đó, họ có thể chỉ cần di chuyển đến địa điểm mới. Sản phẩm có thể đạt được trên mảnh đất không mất tiền thuê tốt nhất được gọi là biên sản xuất. Vì chủ nhà có độc quyền đối với một địa điểm nhất định nên yếu tố hạn chế duy nhất cho việc thuê là biên sản xuất. Vì vậy, tiền thuê là một sự khác biệt giữa năng lực sản xuất của đất và biên sản xuất.
Lưu ý rằng công thức ban đầu của Ricardo giả định rằng đất chất lượng tốt nhất sẽ là nơi đầu tiên được sử dụng trong sản xuất và hàng hóa được bán trong một thị trường giá cả cạnh tranh.